# 南方單鰭七鰓鰻
南方單鰭七鰓鰻（學名：Ichthyomyzon gagei），又稱南方魚吸鰻，為圓口綱七鰓鰻目七鰓鰻科單鰭七鰓鰻屬的一種，分布於北美洲美國佛羅里達州到密西西比州南部、喬治亞州和阿肯色州，沿著墨西哥灣沿岸向西到俄克拉荷馬州和德克薩斯州的緩慢流動的河流和溪流中流域，成魚軀幹肌節52-56，口下板，單尖齒5-10顆，通常8-9顆；3-4排前葉，第一排前牙，3顆單尖牙；2排後座；第一排後牙，9顆單尖牙；橫舌板頂呈線形至弱W形，無明顯的尖頭，尾鰭圓形，體長可達17公分，壽命可達6年，棲息在沙石底質溪流及湖泊底層，Ammocoete幼魚躲藏在砂石中，以藻類及有機碎屑為食，約三年後會變態為成魚，成魚生活在大石頭之間的縫隙和裂縫中，水流比幼蟲階段的棲息地更深、流速更快，在完成成年變態後，會成群產卵，一旦產卵完成後就會死亡。